# 가미네촌
가미네촌(神根村)은 사이타마현 기타아다치군에 존재했던 촌이다. 
1940년(쇼와 15년) 4월 1일 가와구치시에 편입되어 소멸. 현재 구 마을 지역은 '가미네 지구'라고 불린다. 

## 지리
- 현재의 가와구치시에 해당한다.
- 사이타마현 중앙(기타아다치) 지역의 남부에 위치한다.
- 시바강이 촌의 서쪽 끝을 북쪽에서 남쪽으로 흐른다.
- 시바강 근처의 촌의 서쪽과 계곡지대를 제외하고는 오미야 대지 하토가야 지대라고 불리는 대지 위에 있다.

## 역사
- 1889년 4월 1일 - 정촌제 시행에 수반해 기타아다치군 가미네촌이 성립하였다.
- 1940년 4월 1일 - 기타아다치군 하토가야정 (1950년에 재분리), 시바촌,  신고촌과 함께 가와구치시에 편입되었다.